# Ганзейские департаменты

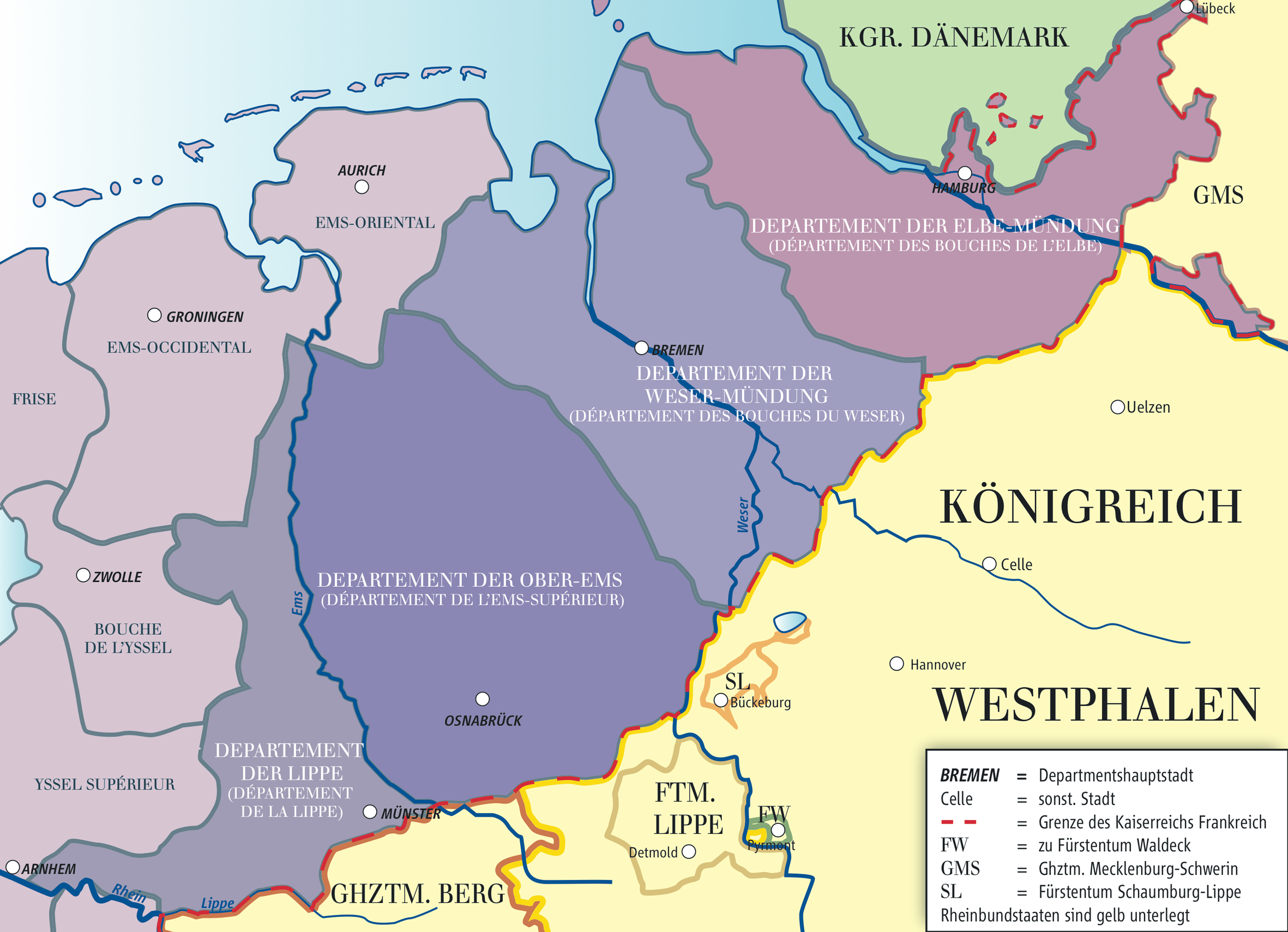
Ганзейские департаменты.

Ганзейские департаменты (нем. Hanseatische Departements) — четыре департамента Французской империи, возникших после аннексии северо-западных областей Германии 1 января 1811 г и просуществовавшие до 1814 г..

## История
1 января 1811 г. император Франции Наполеон I в рамках континентальной блокады присоединил к своей стране германское побережье Северного моря до Гамбурга, включая внутренние районы от Рейна до Эльбы и до Любека. Части Восточной Фризии и Йеверланда уже перешли под сферу влияния Франции в 1806 году как департамент Восточная Фризия, в 1810 г. — как департамент Восточный Эмс. Хотя герцогство Ольденбургское входило в Рейнский союз с 14 октября 1808 г., Наполеон также оккупировал его в 1810 г., включив в департамент Устье Везера.
Территория вдоль Северного моря и к северу от реки Липпе и линии от Хальтерна через Тельгте, Штольценау, Ратцебург до Любека, которая была аннексирована на основании резолюции Сената Франции от 13 декабря 1810 г., включала герцогства Саксен-Лауэнбург и Ольденбург, бывшие ганзейские города Бремен, Гамбург и Любек, часть герцогства Аренберг-Меппен к северу от Липпе, княжество Зальм, части Великого герцогства Берг к северу от Липпе, Ганноверское курфюршество и часть Королевства Вестфалия (в частности, княжество-епископство Оснабрюк и часть княжества Минден).
1 января 1811 года Наполеон приказал разделить эти земли на три ганзейских департамента, 27 апреля 1811 г. был добавлен департамент Липпе. Департаменты были разделены и классифицированы в иерархическую систему административных округов и административных уровней в соответствии с централизованной административной структурой Франции. Высшими административными единицами были департаменты, которые делились на округа, кантоны, и мэрии.
Каждый департамент управлялся своим префектом. Однако как округ 32-й военной дивизии они вместе де-факто находились под управлением генерал-губернатора Луи Никола Даву. Имперский суд справедливости «(Cour Impériale)» в Гамбург был апелляционным судом для всех четырёх ганзейских департаментов. Судебная организация ганзейских департаментов была аналогичной французской.
После поражения Наполеона в 1814 г. департаменты были распущены.

## Устройство
| Департамент             | Столица  | Округа           |
| ----------------------- | -------- | ---------------- |
| Департамент Устье Эльбы | Гамбург  | Округ Гамбург    |
| Департамент Устье Эльбы | Гамбург  | Округ Любек      |
| Департамент Устье Эльбы | Гамбург  | Округ Люнебург   |
| Департамент Устье Эльбы | Гамбург  | округ Штаде      |
| Устье Везера            | Бремен   | Округ Бремен     |
| Устье Везера            | Бремен   | Округ Ольденбург |
| Устье Везера            | Бремен   | Округ Нинбург    |
| Устье Везера            | Бремен   | Округ Бременлеге |
| Верхний Эмс             | Оснабрюк | Округ Оснабрюк   |
| Верхний Эмс             | Оснабрюк | Округ Линген     |
| Верхний Эмс             | Оснабрюк | Округ Минден     |
| Верхний Эмс             | Оснабрюк | Округ Квакенбрюк |
| Липпе                   | Мюнстер  | Округ Мюнстер    |
| Липпе                   | Мюнстер  | Округ Нойенхаус  |
| Липпе                   | Мюнстер  | Округ Рес        |
| Липпе                   | Мюнстер  | Округ Штайнфурт  |